# الجمعية التاريخية التركية
الجمعية التاريخية التركية (بالتركية Türk Tarih Kurumu وتُختَصَر TTK) هي جمعية بحثية متخصصة في دراسة تاريخ تركيا والشعب التركي، تأسست عام 1931 بمبادرة من مصطفى كمال أتاتورك، ويقع مقرها الرئيسي في أنقرة، تركيا. وُصفت بأنها "المنتج الرسمي للروايات التاريخية القومية وفق الأيديولوجية الكمالية". ترى عالمة الاجتماع التركية فاطمة موغي غوتشيك إن الجمعية "فشلت في إجراء أبحاث مستقلة حول التاريخ التركي، بل بقيت صوت الأيديولوجية الرسمية".

## تاريخها
تأسَّست في عام 1930 لجنة دراسة التاريخ التركي (بالتركية: Türk Tarihi Tetkik Heyeti) بدعم من الهلال الأحمر التركي. وفي عام 1931 تأسست جمعية دراسة التاريخ التركي (بالتركية: Türk Tarihi Tetkik Cemiyeti)، والتي تم تغيير اسمها في عام 1935 إلى الجمعية التاريخية التركية. وفي عام 1940، أصبحت الجمعية التاريخية التركية جمعية تعمل لصالح المصلحة العامة. في 11 أغسطس 1983، تم رفعها إلى مؤسسة محمية دستوريًا ضمن مؤسسة أتاتورك العليا للثقافة واللغة والتاريخ (بالتركية: Atatürk Kültür, Dil ve Tarih Yüksek Kurumu, AKDTYK).
وفقاً للمؤرخ التركي دوغان غوربنار، أصبح "الدور الرئيسي للجمعية التاريخية التركية مع حلول العقد الأول من القرن الحادي والعشرين يتمثل في إنتاج وإعادة إنتاج الخطاب الرسمي لمواجهة الادعاءات الأرمنية، إلى جانب نشر العديد من الدراسات المتخصصة حول التاريخ التركي باتباع منهجية ومنظور يجمعان بين أسلوب رانكه والنظرة الدولتية".

## المنشورات
نُشرَ في عام 1930 كتاب Türk Tarihinin Ana Hatları ("الخطوط العريضة للتاريخ التركي")، الذي شدد على قدرات الأتراك، تحت رعاية لجنة دراسة التاريخ التركي. طُبع من هذا الكتاب 100 نسخة فقط، وشكّل أساس أطروحة التاريخ التركي، التي افترضت أن الأتراك هاجروا في موجات متعددة إلى الصين، الهند، شمال إفريقيا، وأوروبا لتوطين هذه المناطق وجلب الحضارة لشعوبها الأصلية. وفي عام 1932، أصدرت اللجنة، بناءً على طلب من وزارة التربية، كتاب تاريخ من أربعة مجلدات لجميع المدارس الثانوية في تركيا، وادعى الكتاب أن الأتراك القدماء كانت لديهم بالفعل أفكار حول القومية والعرق التركي.

## الرؤساء
كان توفيق بييكلوغلو أول رئيس للجمعية.
في يوليو 2008، أُقيلَ رئيسُها يوسف حلاج أوغلو. وقد تكهّن البعض بأن هذا القرار يعكس رغبة الحكومة في التقارب مع أرمينيا. قبل اتخاذ القرار بوقت قصير، رحَّب وزير الخارجية التركي علي باباجان بالسفير الأرميني لدى الأمم المتحدة، أرمين مارتيروسيان، في حفل استقبال متعلق بانضمام تركيا المؤقت إلى مجلس الأمن الدولي. وقبل ذلك، كان الرئيس الأرميني سيرج سركسيان قد دعا نظيره التركي عبد الله غل لحضور مباراة تصفيات كأس العالم بين فريقي كرة القدم الوطنيين للبلدين.
في عام 2009، ادعى رئيس الجمعية زورًا:

كشف البحث الذي أجراه يوسف حلاج أوغلو في أرشيفات الدولة العثمانية والأمم المتحدة، والولايات المتحدة وألمانيا، وفرنسا، وبريطانيا وروسيا أن الأرمن قتلوا 532,000 مسلم، بينما كان عدد الأرمن الذين توفوا خلال عمليات الترحيل حوالي 47,000. من بين هؤلاء، توفي 37,000 بسبب الجوع والمرض والإرهاق أثناء السفر؛ وقتل 8,000 على يد قطاع طرق عرب، وأكراد، وأتراك على طرق الترحيل، و1,500 حالة وفاة غير مسجلة. بالإضافة إلى ذلك، تمت محاكمة 67 مسؤولاً حكوميًّا وإعدامهم لفشلهم في حماية الأرمن المرحّلين.
تشير غوتشك إلى أن حلاج أوغلو لا يُتقنُ جميع اللغات الموجودة في الأرشيفات التي يزعم أنه اطلع عليها، وأن العديد من الادعاءات التي قدمها ليست فقط خاطئة بل هي في الواقع مُضلِّلة، ومستحيلة.

## الرؤساء حسب السنوات
| الأعوام        | اسم الرئيس            |
| -------------- | --------------------- |
| 1932-1931      | توفيق بيلك أوغلو      |
| 1935-1932      | يوسف أكتشورا          |
| 1941-1935      | حسن جميل كامبل        |
| 1961-1941      | شمس الدين جونالتاي    |
| 1973-1962      | شوكت عزيز قانصو       |
| 1982-1973      | أنور ضيا قارال        |
| 1983-1982      | سدات ألب              |
| 1992-1983      | ياشار يوشيل           |
| 1993-1992      | نشأت جغطاي            |
| 1993           | لإبراهيم آغا شوبوكتشو |
| 2008-1993      | يوسف حلاج أوغلو       |
| 2011-2008      | علي برينجي            |
| 2012-2011      | بهاء الدين يدي يلدز   |
| 2014-2012      | محمد متين هولاكو      |
| 2015-2014      | محمد علي بيهان        |
| 2020-2015      | رفيق توران            |
| 2020-حتى اليوم | أحمد ياراميش          |